# (2941) Alden
(2941) Alden (1930 YV) – planetoida z pasa głównego asteroid okrążająca Słońce w ciągu 3,16 lat w średniej odległości 2,15 j.a. Odkryta 24 grudnia 1930 roku. Nazwana tak na część syna Clyde'a Tombaugha, Aldena.